# Nyūnai suzume

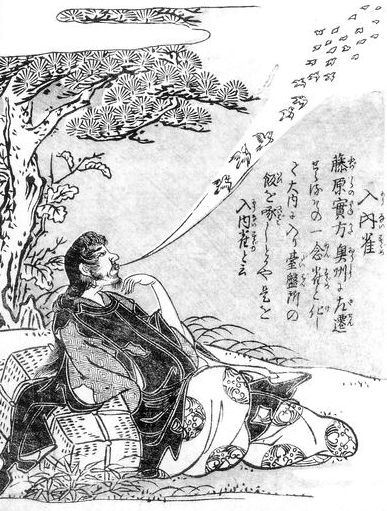
Der Nyūnai suzume, wie er in Sekiens Konjaku Gazu Zoku Hyakki dargestellt ist.

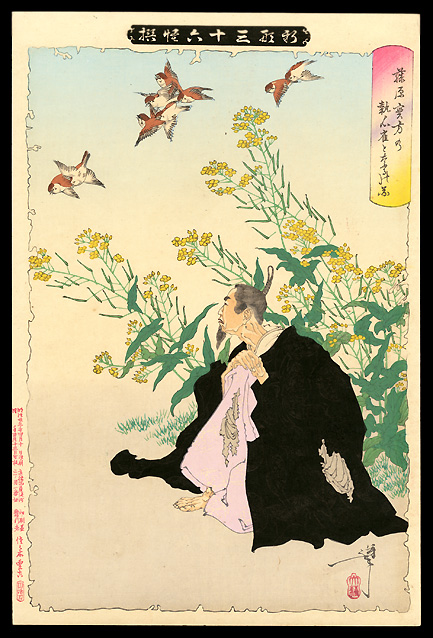
Nyūnai suzume, wie sie in Yoshitoshis Shinkei Sanjūrokkai-Sen erscheinen.

Der Nyūnai suzume (入内雀; „Palaststürmer-Spatz“), auch Sanekata suzume (実方雀; „Spatz des Sanekata“) genannt, ist ein fiktives Wesen der japanischen Folklore aus der Gruppe der Yōkai („Dämonen“). Er soll zwar aufdringlich und penetrant sein, dem Menschen selbst aber nicht schaden. Stattdessen ist dieser Spatzendämon für seine Zerstörungswut und Gefräßigkeit gefürchtet. Der Nyūnai suzume ist der Folklore nach die dämonische Reinkarnation des angeblich im Exil gestorbenen Dichters Fujiwara no Sanekata.

## Beschreibung
Der Nyūnai suzume soll in Gestalt eines Spatzes, speziell des Rötelsperlings (Passer rutilans) erscheinen, aber deutlich größer sein und gespenstisch glühen. Er kann einzeln oder in Schwärmen auftreten und große Verwüstungen anrichten. Es heißt, dass er binnen weniger Minuten ganze Reis- und Getreidefelder plündern und sogar Vorratskammern leerräumen könne.
Der Name dieses Yōkai ist ein Wortspiel. Das japanische nyūnai (入内) bedeutet für gewöhnlich „etwas (mit Gewalt) übernehmen“, aber auch „den (Palast-)Hof erstürmen“. Suzume (雀) ist das japanische Wort für „Spatz“ und „Sperling“. Die Art und Weise, wie der Spatzendämon in der Legende auftritt, erlaubt eine Übersetzung als „Palaststürmer-Spatz“ oder „Spatz, der den Palasthof übernimmt“.

## Legende
Fujiwara no Sanekata wurde posthum durch eine düstere Legende aus der Tōhoku-Region bekannt, die ihm wahrscheinlich von Neidern im wahrsten Sinne des Wortes angedichtet wurde: Während der Herrschaft des Tennō Ichijō (Heian-Zeit) galt Sanekata als begnadeter, aber leicht kränkbarer Dichter. Mit seinem ärgsten Rivalen, Fujiwara no Yukinari, lieferte er sich am kaiserlichen Hof aufsehenerregende Poesie-Wettkämpfe und buhlte mit ihm um die Gunst der Dichterin Sei Shōnagon.
Die Legende besagt, dass Sanekata und Yukinari so weit gingen, dass sie gegenseitig Schreibutensilien und/oder Schreibentwürfe sabotierten. Eines Tages aber soll Sanekata zu weit gegangen sein, angeblich riss er Yukinari den Prachthut vom Kopf und zertrat ihn mitten im Hof des Kaiserpalastes. Wegen seines Jähzorns und vorausgegangener Handgreiflichkeiten sei Sanekata bei Hofe bereits in Ungnade gefallen und bei der letzten Eskalation wurde er zur Strafe ins Exil geschickt. Er sei auf eine kleine Insel in der Provinz Mutsu verbannt worden, wo er drei Jahre später voller Bitterkeit und Groll verhungert sein soll. Sein Herz war der Sage nach so von Rachsucht und Missgunst zerfressen, dass sein Geist sich in einen Yōkai verwandelte und die Gestalt eines rasenden Spatzenschwarms annahm. Dieser flog bis nach Kyōto zum Kaiserpalast, drang in Küche und Speisesaal ein und verwüstete und verdreckte die gesamte Einrichtung. Sämtliche Speisen wurden im Nu verschlungen, sogar die Vorratskammern wurden geplündert.
Als sich der Vorfall mehr als einmal wiederholte, ließ der Tennō schließlich den Priester Kanichi Shōnin (上人観智) kommen und erbat dessen Rat. In einer Traumvision gelang es Kanichi, die Spatzen zu befragen, wer sie seien und warum sie sich so aufführten. Die Spatzen erzählten dem Priester schließlich von Sanekatas Schicksal. Am nächsten Morgen entdeckte der Priester nahe einem Waldstück einen toten Spatzen. Kanichi trug das Erlebte dem Tennō vor und riet dem kaiserlichen Hof, Sanekata zu vergeben und ihn würdevoll zu bestatten. Dies geschah auch und gleich neben Sanekatas Grab wurde ein kleiner Tempel errichtet. Seither soll es keine Überfälle durch Spatzenschwärme mehr gegeben haben.

## Hintergrund der Legende

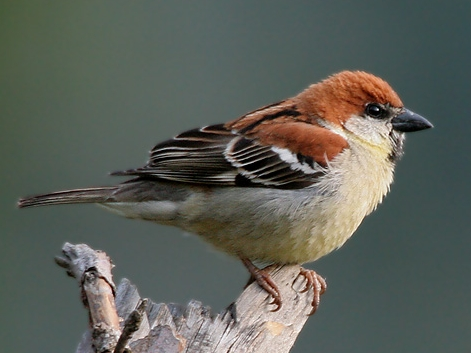
Der Rötelsperling, Gestaltungsvorbild für den Nyūnai suzume.

### Vorbild und Inspiration
Der Nyūnai suzume geht sehr wahrscheinlich auf einen chinesischen Aberglauben zurück, wonach plündernde, invasive Spatzenschwärme das Werk böser Dämonen oder Schwarzmagier seien, oder die Manifestation eines Fluchs. Im Chinesischen ist das Wesen als Rùnèi Què (入内雀; wörtl. „Eindringender Sperling“, sinnbildlich „Spatzeninvasion“) bekannt und gefürchtet. Interessanterweise benutzen beide Sprachen dieselben Schriftzeichen.
Der Aberglaube wurde bereits in der Kamakura-Zeit in Japan verbreitet und übernommen, wo die Bezeichnung „Nyūnai suzume“ für invasive Spatzen verschiedener Arten recht früh geläufig war. In Japan sind vor allem die Sperlingsarten Passer rutilans (Rötelsperling), Passer montanus (Feldsperling), und Passer cinnamomeus (Zimtsperling) verbreitet, der Haussperling (Passer domesticus) ist dort nicht vertreten. Die drei erstgenannten Arten treten meist in riesigen Schwärmen auf, die in ländlichen Gegenden Reis- und Getreidefelder plündern und bei den Landwirten verhasst sind. In städtischen Gebieten hingegen gelten viele Spatzenarten als eifrige Insektenvertilger und treue Kulturfolger. Regelmäßig auftretende Spatzeninvasionen waren dem ländlichen Volk also geläufig. Der Nyūnai-suzume ist nicht der einzige Vogeldämon, der in Japan schon zu dieser Zeit gefürchtet war: der Tera-tsutsuki (寺つつき; „Tempel-Picker“) soll ebenfalls Schwärme bilden, sich in Feuer hüllen, auf den Dächern buddhistischer Tempel und Schreine landen und sie so in Brand setzen.

### Überlieferungen
Erstmals erwähnt wird die Legende des „Palaststürmer-Spatzes“ in dem Sammelalbum Ogura Hyakunin Isshu (小倉百人一首; 100 Gedichte von genauso vielen Poeten) von Fujiwara no Teika aus dem Jahr 1226. Vermutlich war das Gerücht, dass Sanekata auf Mutsu des Hungers starb, sehr früh verbreitet worden. Teika muss angenommen haben, dass hieraus Sanekatas Wunsch erwuchs, den Kaiserpalast zu stürmen und dem Adel alles wegzu(fr)essen.
Eine bekannte Abbildung des Nyūnai suzume erscheint in dem Emakimono Konjaku Gazu Zoku Hyakki (今昔画図続百鬼; Bilderbuch der 100 Dämonen von einst und jetzt) von Toriyama Sekien aus dem Jahr 1779. Sekiens Zeichnung zeigt Fujiwara no Sanekata, während dessen Seele in Gestalt eines Spatzenschwarms entweicht. Der knapp gehaltene Begleittext beschreibt Sanekatas Verbannung nach Ōshū und erwähnt seine Zuwendung zu Spatzen. Eine weitere bekannte Darstellung findet sich im Sammelband Shinkei Sanjūrokkai-Sen (新形三十六怪撰Neue Formen der 36 Geister) von Tsukioka Yoshitoshi aus dem Jahr 1890. Yoshitoshis Bild trägt den Titel Sanekatas Besessenheit von den Spatzen.

### Die Hauptakteure
Der japanische Dichter und Aristokrat Fujiwara no Sanekata (藤原実方) hat wirklich existiert. Er lebte ungefähr von 956 bis 999 n. Chr. (seine Lebensdaten sind allerdings umstritten) und wurde als Meister des Waka (和歌), einer Form von Gedicht, berühmt. Er und einige andere Dichter machten die Verskunst des Imayō (今様) populär. Sanekata stieg schon in jungen Jahren zum Kommandeur der kaiserlichen Leibgarde zur Linken 2. Klasse auf und war ab 993 bis zu seinem Tod etwa 6 Jahre lang der Gouverneur der historischen Provinz Mutsu. Und tatsächlich war Sanekata für seinen ungestümen und nachtragenden Charakter gefürchtet. Obwohl er mit seinen Haikus und Kurzgedichten zu schmeicheln und unterhalten wusste, sah sich der Kaiserpalast angeblich genötigt, den Dichter zu versetzen. In Wirklichkeit hatte Sanekata sich aus beruflichen wie familiären Gründen freiwillig versetzen lassen. Unbelegt bleiben auch die Unterstellungen jeglicher Handgreiflichkeiten und es liegen keinerlei staatlichen Dokumente über eine Spatzeninvasion im Kaiserpalast vor.
Sanekatas angeblicher Rivale, Fujiwara no Yukinari (藤原行成; 972–1028 n. Chr.), lebte ebenfalls wirklich und war ein begnadeter Kalligraf und Aristokrat. Er war der Sohn des Hofdichters Fujiwara no Yoshitaka und Enkel des Kalligrafen und Kanzlers Fujiwara no Koretada. Im Jahr 995 wurde er kaiserlicher Chefsekretär (蔵人頭; Kurōdo no tō), 1001 kaiserlicher Berater (参議; Sangi) und schließlich 1020 Großer Senior-Kanzler (権大納言; Gon-dainagon). Sein Verhältnis zu Sanekata muss, allen Gerüchten zum Trotz, freundschaftlich gewesen sein, wie beidseitig adressierte Briefe bezeugen. Die offen zur Schau gestellte Konkurrenz diente offenbar nur der Publikumsbelustigung.
Auch die Dichterin Sei Shōnagon (清少納言; 966–1025 n. Chr.) hat wirklich gelebt. Sie war die Tochter des zu Lebzeiten hochgerühmten Poeten Kiyohara Motosuke. Shōnagon scheint mit Sanekata eng vertraut gewesen zu sein, sie hatte sogar Schmachtbriefe von Letzterem aufbewahrt. Sanekata starb jedoch überraschend und relativ jung bei einem Reitunfall, als Shōnagon an ihrem berühmten Kopfkissenbuch schrieb.
Auch den Tempel aus der Legende gibt es wirklich: Er heißt Suzume-dera (雀寺; „Tempel der Spatzen“), wurde nach einem Brand abgetragen und steht heute im Stadtbezirk Sakyō von Kyōto.